# Bâgé-la-Ville

Bâgé-la-Ville este o comună în departamentul Ain din estul Franței.